# Hluchová (Nýdek)
Hluchová (polsky Głuchowa), je část obce Nýdek v okrese Frýdek-Místek, je její největší sídelní jednotkou.  Nachází se v údolí potoka Hluchová a na svazích, které jí obklopují, hraničí na jedné straně s Čantoryjským hřbetem a na straně druhé s hřebenem Polední, Hrbelu, Loučky a Filipky.

## Historie
První písemná zmínka o Nýdku pochází z roku 1430, kde ves byla prodána jistému Petrovi Nýdkovi (dosl. Petir Nitken) a od jeho jména pravděpodobně pochází název obce Nýdek. Dnešní území Hluchové není zcela totožné s původním katastrem. Současné základní sídelní jednotky (ZSJ) Hluchová, Velký Sošov a Filipka ještě neexistovaly a oblast tvořila jeden celek – Hluchovou. Název "louka v Hluchové pod Sošovem" ("Wiese in der Glochowa unterm Soshaw") je zmíněn již v roce 1722 a odkazoval na pastevecké salaše a osady v místním údolí. V roce 1823 se poprvé objevuje současný název Hluchová. Na základě rozhodnutí vedení správy statků Těšínské knížecí komory byla Hluchová samostatnou vsi (1835 - 1869). Do původního katastru vsi z období 1801-1838 patřily tyto salaše: Plaski groin (Plaský gruň), Gross Schaschow  (Velký Sošov), Klein Schaschow (Malý Sošov), Gross Stoźek (Velký Stožek), Klein Stoźek (Malý Stožek), Lonczka I a II (Loučka I a II). Dále ke vsi náleželo 27 chalupnických usedlostí, 20 luk, a dvě pastviny. Na salaších pracovalo 53 horalů (pouze 19 bylo vlastníky chalupy). Podle údajů z roku 1837 se v salaších nacházelo 495 ovcí a 155 kusu rohatého dobytka.
Většina obyvatel byla protestantského vyznání a navštěvovala farní sbory v Návsí anebo v polské Visle. Katolíci docházeli do farností ve Vendryni, Jablunkově a ve Visle. Děti se učily v evangelicé škole v Nýdku dokud nebyla zřízena místní škola v Hluchové na Kolibiskách a v osadě Zimný, některé z nich docházely do školy ve Visle. Podle zjištění vrchnostenských úředníků pastevci a salašníci z Hluchové hovořili výhradně slezským nářečím.
V polovině 19. století začala likvidace (výkup) pastvin a nucené zalesňování mnoha lokalit. Pastevecký a salašnický způsob života začal upadat a mnozí horalé se začali stěhovat za pohodlnějším živobytím do níže položených částí Nýdku anebo do okolních obcí. Nejvýraznější změnu pro místí obyvatele přinesl průmyslový rozvoj v 18. a 19. století. Významným zdrojem příjmů byla těžba dřeva, na Hluchové v Kolibiskách byl vybudován splavovací klauz kterým se reguloval průtok vody v potoku Hluchová pro dopravu dřeva. V Nýdku byla objevená železná ruda (již koncem 18. století) a mnoho jejích obyvatel se živilo těžbou rudy. Koncem 19. století začala těžba rudy stagnovat a obyvatelé byli donuceni za prací dojíždět (resp. docházet), hlavně do Těšínských a Třineckých hutí ale i na území současného Polska.
Začátek a první polovina 20. století přinesla dobu významných událostí, válečných konfliktů, vzniku a změn státních útvarů. Přehledem - první světová válka (1914-1918), rozpad Rakousko-uherské monarchie (1918), vznik Československé Republiky (1918), sedmidenní válka s Polskem (1919), připojení Těšínska k Polsku (1938), druhá světová válka (1939), připojení k německé Třetí říši (1939), obnovení Československé Republiky (1945). Povalečné období přineslo do Nýdku rozvoj industrializace a modernizace. Zavedla se pravidelná autobusová doprava, elektrifikace, začala opět fungovat místní samospráva a školství, opravovaly a asfaltovaly se místní komunikace aj. Významná část obyvatel dojížděla za prací mj. do Třineckých Železáren anebo Ostravsko-Karvinských dolů. Po událostech sametové revoluce a rozpadu komunistického Československa v roce 1989 se z Nýdku stála obec jakou ji známe v současnosti.

### Zaniklé objekty
- Polská škola v Hluchové na Kolibiskách – v současnosti hospůdka KOLIBISKA.
- Česká škola v Hluchové na Kolibiskách – v současnosti objekt ve správě DDM Třinec.
- Lomosíkova chata – zaniklá chata pod vrcholem Velký Sošov.
- Bojkova chata – zaniklá chata na vrcholu Filipky.
- Halamova útulna – zaniklá chata v osadě Zimný (již v katastru Návsí).
- Chata Plenisko (lovecký zámeček) –  zaniklá chata arcivévody Albrechta Fridricha Rakousko-Těšínsého.
- Klauz Hluchová (splavovací nádrž) - v současnosti vodní nádrž Hluchová.

### Litaratura
- BÁČA, Pavel, a kol. Hluchová: historická část obce Nýdek. 1. vyd. [s.l.]: vlastním nákladem, 2019. 155 s. ISBN 978-80-270-3440-6.
- WAWRECZKA, Henryk. Karol Kaleta - Beskydy, hory a lidé. 1. vyd. [s.l.]: Wart-Henryk Wawreczka, 2003. 151 s. ISBN 80-239-1639-4. (cs, pl, en, de)
- CICHÁ, Irena. Okolím Beskydského průsmyku. 1. vyd. [s.l.]: vlastním nákladem, 2003. 185 s. ISBN 80-239-1652-1. (cs, pl)
- MIKULOVÁ, Zuzana. Nýdek. 1. vyd. [s.l.]: Vydavatelství Regio, 2023. 331 s. ISBN 978-80-907252-6-3. (cs, pl)